# Christian Martin Joachim Frähn

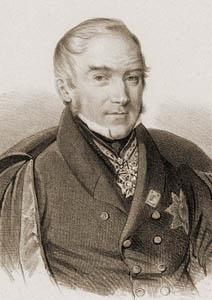
Christian Frähn

Christian Martin Joachim Frähn, russisch Христиан Данилович Френ (* 4. Juni 1782 in Rostock; † 16. Augustjul. / 28. August 1851greg. in Sankt Petersburg) war ein deutscher Orientalist und Numismatiker.

## Leben
Frähn, Sohn eines Schneiders wie sein Lehrer Oluf Gerhard Tychsen (1734–1815), studierte in Rostock sowie in Göttingen und Tübingen vorzugsweise orientalische Sprachen, wurde 1806 Privatdozent an der Universität seiner Vaterstadt, 1807 Professor der orientalischen Sprachen in Kasan, und 1817 Mitglied der Akademie der Wissenschaften und Oberbibliothekar in St. Petersburg. Er war Gründer des Asiatischen Museums der Akademie und von 1818 bis 1842 deren Direktor. 1823 wurde er als auswärtiges Mitglied in die Königlich Dänische Akademie der Wissenschaften, 1831 in die Göttinger Akademie der Wissenschaften und 1834 als korrespondierendes Mitglied in die Preußische Akademie der Wissenschaften aufgenommen.
Er starb als Staatsrat am 16. August 1851 (nach Gregorianischem Kalender: 28. August).

## Auszeichnungen
- Titel Wirklicher Staatsrat
- 1835: Russischer Orden der Heiligen Anna, 2. Klasse mit der kaiserlichen Krone
- 1835: Sankt-Stanislaus-Orden, 2. Klasse
- 1848: Roter Adlerorden, 2. Klasse

## Schriften (Auswahl)
Die arabische Sprachkunde, die islamische Geschichte und Numismatik haben in ihm einen der gründlichsten Bearbeiter gefunden. Er schrieb unter anderem:
- Numophylacium Orientale Pototianum. Riga: Hartmann, 1813.
- Beiträge zur Muhammedanischen Münzkunde aus St. Petersburg: oder Auswahl seltener und merkwürdiger, bis dahin unbekannter Muhammedanischer Münzen aus dem Kabinet des P. Pflug. Berlin, 1820.
- Antiquitatis Muhammedanae monumenta varia. St. Petersburg 1820-22, 2 Bde.
- Ibn-Foszlan’s und anderer Araber Berichte über die Russen älterer Zeit. Frähn, Christian Martin. – Frankfurt am Main : Inst. for the History of Arab.-Islamic Science, 1994, Reprint of the ed. St. Petersburg 1823 / Institute for the History of Arabic-Islamic Science at the Johann Wolfgang Goethe University Frankfurt am Main.
  - Hamburg: Buske, 1976. Nachdr. d. Ausg. von 1823.
- Numi kufici: ex variis museis selecti. St. Petersburg 1823.
- Ch. M. Fraehnii Recensio numorum Muhammedanorum Academiae imp. scient. Petropolitanae. St. Petersburg 1826, Nachtrag 1855.
- Ueber Alte Sued-Sibirische Graeberfunde Mit Inschriften Von Gewissem Datum. St. Petersburg 1837.
- Sammlung kleiner Abhandlungen die muhammedanische Numismatik betreffend. Leipzig 1839 (neue Sammlung, Petersburg 1844).
- Miscellen aus dem Gebiete der Orientalischen Litteratur St. Petersburg: 1840.
- Cosmographie de Dimeschky. St. Petersbourg: Impr. de l’Acad. Impér. des Sciences, 1866.

Aus seinem Nachlass gab Bernhard Dorn Opusculorum postumorum ... heraus (2 Bände, St. Petersburg 1855, 1877).

## Korrespondenz

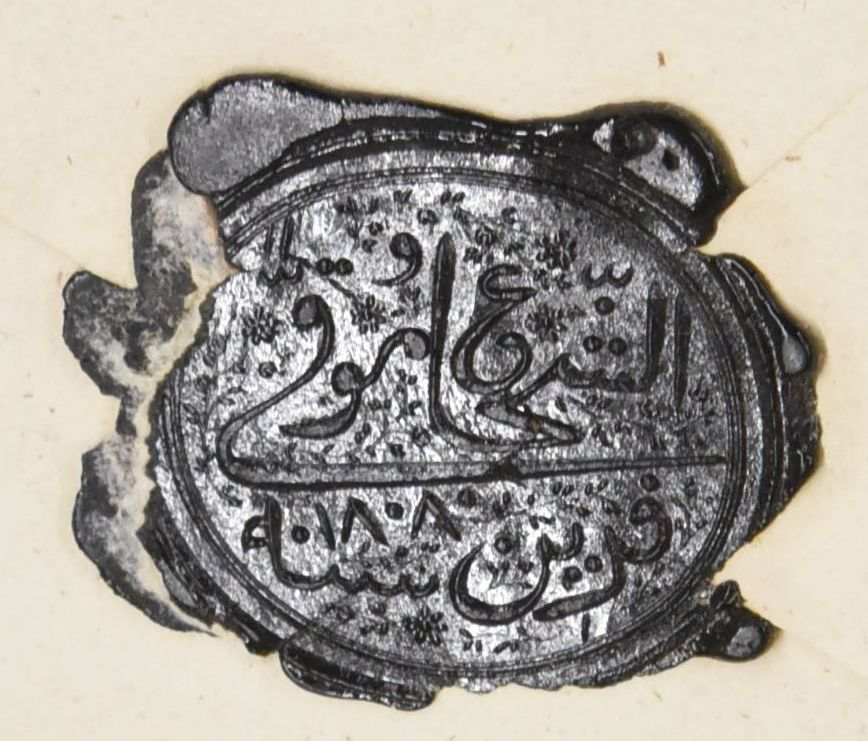
Frähns Siegel, verwendet im März 1826 auf einem Brief an Henzi.
Text: Obere Zeile: ???
Untere Zeile: Frähn, Jahr 1808.

Frähn hatte eine rege Korrespondenz mit anderen Wissenschaftlern. Unter ihnen war auch Rudolf Henzi, Professor in Tartu.